# Messor capitatus
Messor capitatus es una especie de hormiga del género Messor, subfamilia Myrmicinae. 
Este género incluye alrededor de 40 especies especializadas que se encuentran en áreas secas de países mediterráneos como África, el sur de Europa y Asia. Messor capitatus se conoce como una especie del Viejo Mundo porque libera feromonas de rastro de la glándula de Dufour en lugar de glándulas venenosas. Messor capitatus son conocidos como recolectores individuales de alimentos (recolectan de forma independiente unos de otros), pero a veces también utilizan la búsqueda de alimento en grupo formando columnas anchas e irregulares. La principal fuente de alimento de Messor capitatus son las semillas, pero también se alimentan de restos de plantas y animales.

## Distribución
Esta especie se encuentra en Argelia, Francia, Grecia, Italia, Malta y España.

## Reproducción de obreras
En una sociedad de himenópteros suele haber una reina fértil y obreras estériles. Messor capitatus es una de las pocas especies que en raras situaciones podrá tener obreras con telitoquia, lo que significa que a través de la partenogénesis las hembras son producidas por huevos no fertilizados. Las colonias de Messor capitatus que pierden una reina pueden hacer que las obreras comiencen a tener ovarios que les permitan producir hembras en el mes después de quedar huérfanas y después de un período de diez meses comenzarán a producir machos. Este cambio de sexo no se debe a la bacteria Wolbachia que infecta a la mayoría de los insectos y es un parásito reproductivo.